# Bóg w pucharze
Bóg w pucharze (The God in the Bowl) – opowiadanie magii i miecza napisane przez Roberta E. Howarda, opublikowane w 1952 roku, po śmierci autora. Polski tytuł alternatywny: Tajemnica świątyni Kalliana Publico.
Utwór jest częścią cyklu opowiadań fantasy tego autora, których bohaterem jest potężny wojownik ery hyboryjskiej – Conan z Cymerii. Akcja toczy się w czasie, kiedy Conan był złodziejem, działającym na terenie państw hyboryjskich.

## Treść
Miejscem akcji jest Numalia, jedno z większych miast Nemedii. W mieście tym znajduje się zabytkowy dom pełniący funkcję muzeum, zwany przez laików Świątynią Kalliana Publico. Podczas próby okradzenia tego przybytku Conan zostaje wplątany w morderstwo właściciela – Kalliana Publico.
Strażnik Arus przyłapuje Conan w pobliżu ciała zmarłego i mierząc do niego z kuszy wzywa resztę straży. Wraz ze strażą przybywa sędzia śledczy Demetrio, który przypadkiem był w pobliżu. Choć Cymeryjczyk jest głównym podejrzanym, Demetrio oraz prefekt policji Dionus, nie każą od razu pojmać Conana, który grozi, że zabije każdego, który go tknie, ale pozwalają mu zachować pewną swobodę, a nawet w dalszym ciągu trzymać miecz.
Rozpoczyna się szybkie dochodzenie. Od Promero, sługi zmarłego, śledczy dowiadują się, że Publico otrzymał niedawno dziwną urnę – sarkofag ze Stygii. Ten sarkofag miał być bezcenną relikwią znalezioną wśród ciemnych grobów głęboko pod stygijskimi piramidami. Relikwia ta została wysłana dla Caranthesa z Hanumar, kapłana Ibisa. Kallian Publico, sądząc, że urna ta zawiera cenny klejnot, przejął ją od kupców, którzy ja wieźli, zobowiązując się do dostarczenia adresatowi. Jednak nocą postanowił sam do niej zajrzeć i zagarnąć jej zawartość. Wtedy prawdopodobnie zginął.
Kiedy śledczy zajrzeli do urny, okazało się, że jest pusta. Był tam za to herb Thoth-Amona, stygijskiego czarnoksiężnika, wroga Caranthesa. Powoli zaczęli się domyślać, że w urnie nie było klejnotu, lecz coś przerażającego...

## Adaptacje
Komiksy na podstawie opowiadania Bóg w pucharze:
- Conan the Barbarian #7 (Marvel Comics, 1971)[1]
- Conan zeszyty 10 i 11 (Dark Horse Comics, 2004)[2][3]